# Хедвиг фон Хесен-Касел
Хедвиг фон Хесен-Касел (на немски: Hedwig von Hessen-Kassel; * 30 юни 1569 в Касел; † 7 юли 1644 в Щатхаген) е принцеса от Хесен-Касел и чрез женитба княгиня на Шаумбург.
Тя е втората дъщеря на ландграф Вилхелм IV фон Хесен-Касел (1532 – 1592) и съпругата му Сабина (1549 – 1581), дъщеря на херцог Христоф от Вюртемберг и Анна Мария фон Бранденбург-Ансбах.
Хедвиг се омъжва на 11 септември 1597 г. в дворец Вилхелмсбург в Шмалкалден за граф Ернст фон Холщайн-Шаумбург (1569 – 1622). Те живеят в Захсенхаген, където Ернст престорява водния дворец. Бракът е бездетен. През 1620 г. Ернст е издигнат на имперски княз. .
След смъртта на нейния съпруг Хедвиг завършва през 1627 г. строежа на княжеския мавзолей в църквата Св. Мартини в Щатхаген, където е погребана в гробницата.